# Hagenbach (Prim)
Der Hagenbach ist ein etwa 7,5 km langer, südwestlicher und linker Zufluss der Prim in Baden-Württemberg.

## Geographie

### Verlauf
Der Hagenbach entspringt nördlich von Trossingen im Gewann Wangenwiesen. Von dort fließt er zunächst in östlicher Richtung. Nördlich des Gehöfts Löhlebühl fließt ihm von links und Nordwesten der Eschbach zu. Etwas weiter flussabwärts dreht die Fließrichtung nach Nordosten. Der Hagenbach fließt auf diesem Streckenabschnitt durch ein großes Waldgebiet und nimmt dabei mehrere namenlose Waldbäche auf. Jenseits des Waldes fließt ihm von links und Westen der Krottenlochbach zu und die Fließrichtung wechselt wieder auf östlich. Der Bach fließt nun südlich an Aixheim vorbei und unterquert die Kreisstraße 5911. Nach einem erneuten Richtungswechsel an der Trosselbachmündung fließt er wieder in nordöstlicher Richtung seiner Mündung entgegen. Der Hagenbach mündet schließlich an der Täfermühle von links und Süden auf einer Höhe von 593 m ü. NHN in die Prim.
Der etwa 7,5 km lange Lauf des Hagenbachs endet ungefähr 138 Höhenmeter unterhalb seiner Quelle, er hat somit ein mittleres Sohlgefälle von etwa 18 ‰.

### Einzugsgebiet
Das Einzugsgebiet ist rund 26,4 km² groß, wovon 16,5 km² der Unterlauf-Zufluss Trosselbach beiträgt. Der höchste Punkt liegt im Süden auf Spaichinger Gebiet auf dem Bildstöckle in einer Höhe von 816 m ü. NHN. Das Einzugsgebiet gehört naturräumlich gesehen zum Südwestlichen Albvorland und zur Baar. Es umfasst von der Opalinuston-Formation des Mittleren Jura bis hinab zur Löwenstein-Formation des Keupers zahlreiche Gesteinsschichten des Südwestdeutschen Schichtstufenlands.
Im Norden und Osten grenzen das unmittelbare Einzugsgebiet der Prim sowie die Einzugsgebiete einiger kleinerer Zuflüsse von ihr an. Im Westen liegt das Einzugsgebiet des Neckars und im Süden liegen, nunmehr jenseits der Europäischen Hauptwasserscheide zwischen Rhein diesseits und Donau jenseits, die Einzugsgebiete von Schönbach und Elta.

### Zuflüsse und Seen
Liste der Zuflüsse von der Quelle zur Mündung. Auswahl.
Ursprung des Hagenbachs auf etwa 731 m ü. NHN in den Wangenwiesen.
- Eschbach von links und Nordwesten, 1,8 km und 0,6 km²
- Bach vom Löhlebül von rechts und Süden, 0,6 km
- Bach aus dem Hochholz von links und Westen, 1,8 km und 0,9 km²
- Hirschbrunnen von rechts
- Krottenlochbach von links und Westen, 1,9 km und 3,2 km²
  - Erlenbrunnenbächle von rechts und Westen, 0,9 km
- Bodenholzbach von rechts und Südwesten, 1,2 km und 0,6 km²
- Trosselbach, am Oberlauf Ziehengraben,  von rechts und Süden, 8,1 km und 16,5 km²
  - Talbach von links und Westen, 1,2 km
  - Faultalbach von rechts und Südosten, 3,7 km

Mündung des Hagenbachs von links und Süden auf 593 m ü. NHN bei der Täfermühle in die Prim.

## Naturschutz und Schutzgebiete
Der Unterlauf ab Aixheim fließt durch das Landschaftsschutzgebiet Trosselbach-, Hagenbach- und Primtal.

### LUBW
Amtliche Online-Gewässerkarte mit passendem Ausschnitt und den hier benutzten Layern: Lauf und Einzugsgebiet des Hagenbachs

Allgemeiner Einstieg ohne Voreinstellungen und Layer: Daten- und Kartendienst der Landesanstalt für Umwelt Baden-Württemberg (LUBW) (Hinweise)
1. 1 2 3 4  Höhe ermittelt über WPS-Prozess (Geländehöhe).
2. ↑  Länge nach dem Layer Gewässernetz (AWGN).
3. ↑  Einzugsgebiet aufsummiert aus den Teileinzugsgebieten nach dem Layer Basiseinzugsgebiet (AWGN).
4. ↑  Einzugsgebiet nach dem Layer Basiseinzugsgebiet (AWGN).
5. ↑  Schutzgebiete nach den einschlägigen Layern, Natur teilweise nach dem Layer Biotop.

### Andere Belege
1. ↑  Friedrich Huttenlocher: Geographische Landesaufnahme: Die naturräumlichen Einheiten auf Blatt 178 Sigmaringen. Bundesanstalt für Landeskunde, Bad Godesberg 1959. → Online-Karte (PDF; 4,3 MB)
2. ↑  Geologie nach den Layern zu Geologische Karte 1:50.000 auf: Mapserver des Landesamtes für Geologie, Rohstoffe und Bergbau (LGRB) (Hinweise)